# Agylla foyi
Agylla foyi är en fjärilsart som beskrevs av Paul Dognin 1894. Agylla foyi ingår i släktet Agylla och familjen björnspinnare. Inga underarter finns listade i Catalogue of Life.